# Ernst Oskar Simonson-Castelli
Ernst Oskar Simonson-Castelli (* 20. November 1864 in Dresden; † 27. September 1929 ebenda) war ein deutscher Kunstmaler.

## Leben
Ernst Oskar Simonson war Sohn des Malers David Simonson und dessen Ehefrau, einer geb. Castelli. Er studierte an der Dresdner Kunstakademie unter Ferdinand Pauwels. 1890 ging er nach München, wo er Schüler seines Schwagers Gotthardt Kuehl wurde. 1892 setzte er seine Studien fort an der Académie Julian in Paris als Schüler Jules Duprés. Er unternahm zahlreiche Studienreisen, die ihn u. a. nach Frankreich (Normandie), Holland, Norddeutschland, England und Italien führten. Danach ließ er sich 1893 in seiner Heimatstadt als freischaffender Maler nieder. Ab 1898 nannte er sich nach den Nachnamen beider Elternteile Simonson-Castelli. Er erhielt den Titel eines Königlichen Hofrats und die Silberne Medaille der Dresdner Kunstakademie von 1890 und die Preismedaille der Internationalen Kunstausstellung von Lyon 1894. 1899 erhielt Simonson-Castelli den Professorentitel der Königlichen Akademie der schönen Künste in Urbino, deren Korrespondierendes Mitglied er war.
Nach dem Tod seines Vaters führte er ab 1896 dessen um 1860 gegründete private Malschule weiter, die „Akademie für Zeichnen und Malen“. Zu dieser stand im Dresdner Adressbuch etwa 1914: „Individueller Unterricht, Ausbildung für den Künstlerberuf (bed. Ermäßigung), Unterricht in allen Kunstfächern. Damen und Herren können jederzeit eintreten.“ An dieser Akademie war ab 1927 auch Woldemar Winkler tätig, der später Inhaber und Leiter der in „Schule für Zeichnen und Malen“ umbenannten Schule war.

## Ehrungen
- Piusorden, Ritter (Päpstlicher Stuhl)
- Orden des heiligen Papstes Silvester, Komtur mit dem Stern (Päpstlicher Stuhl)
- Orden des heiligen Grabes, Ritter (Päpstlicher Stuhl)
- Sankt-Stanislaus-Orden, III. Klasse (Russland)
- Greifenorden, Ritter (Mecklenburg)[3]